# Regierungsplatz (Chur)

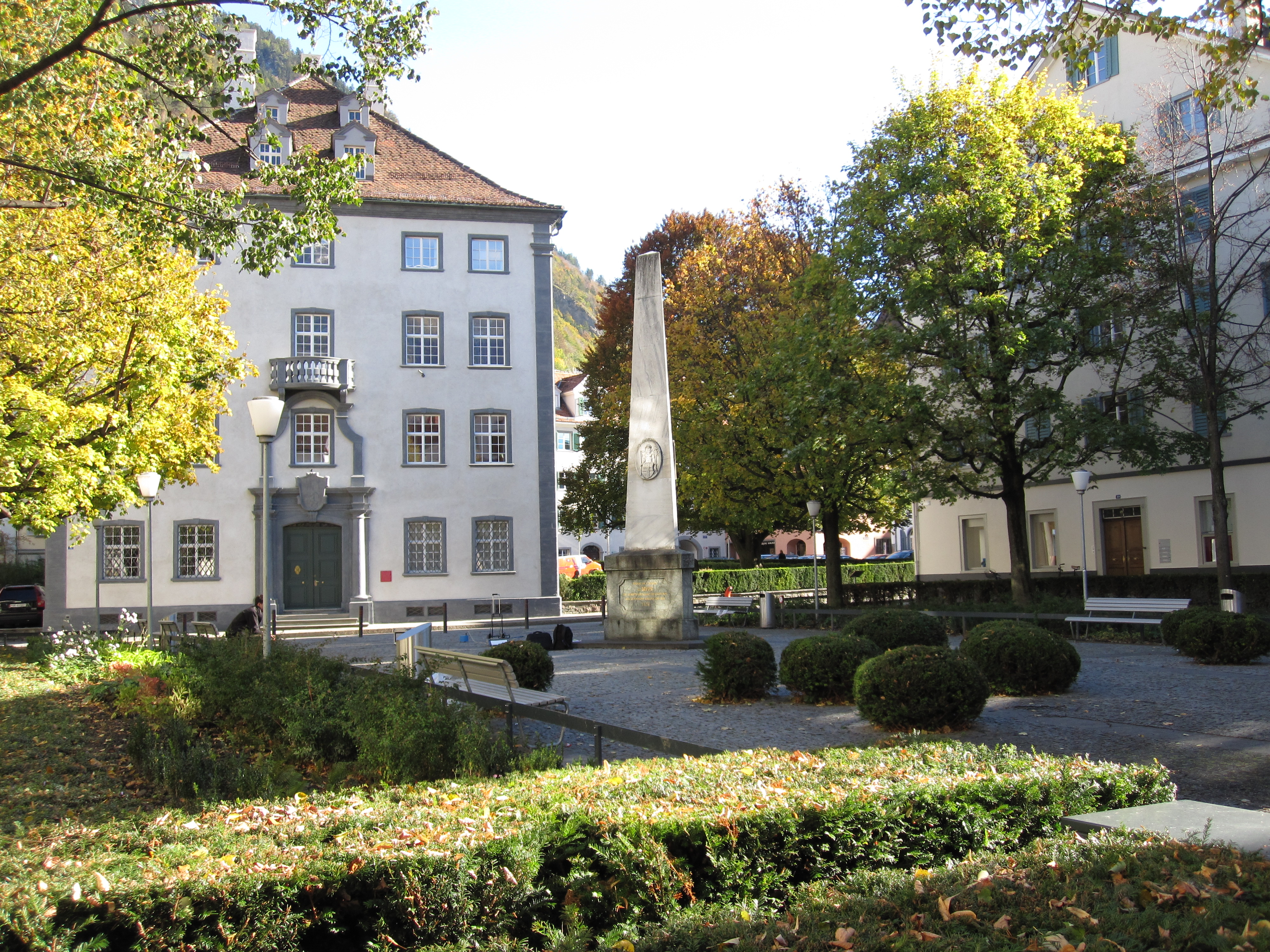
Regierungsplatz mit Vazerol-Denkmal, links das Graue Haus

Der Regierungsplatz in der Bündner Kantonshauptstadt Chur liegt zwischen Reichsgasse und Vazerolgasse im östlichen Teil der Altstadt. 
Dominiert wird der Platz vom Grauen Haus, das 1752 erbaut wurde und als Sitz der Regierung des alt-rätischen Freistaates diente. Heute sind hier die Staatskanzlei untergebracht und der Sitzungssaal des Regierungsrates als der Bündner Exekutive. Das Graue Haus heisst auch Neues Gebäu zur Unterscheidung vom Alten Gebäu am Fontanapark.
Seine Entstehung verdankt der Platz dem Umstand, dass die 14 Häuser und Ställe, die früher dort standen, 1829 abbrannten. Statt sie wieder aufzubauen, wurde dort der Regierungsplatz angelegt.
Im Zentrum des Regierungsplatzes steht das obeliskartige Vazerol-Denkmal, das an das Jahr 1471 erinnert, das Datum, an dem sich die Drei Bünde im mittelbündnerischen Vazerol bei Brienz/Brinzauls zusammenschlossen. Dementsprechend ist das Denkmal als dreiseitige Skulptur konzipiert: Jede Seite ist einem der Bünde (dem Gotteshausbund, dem Oberen oder Grauen Bund und dem Zehngerichtebund) gewidmet.
Ein ähnliches, wenn auch kleineres Denkmal befindet sich in Chur auf dem Brunnen des Majoranplatzes.

## Galerie

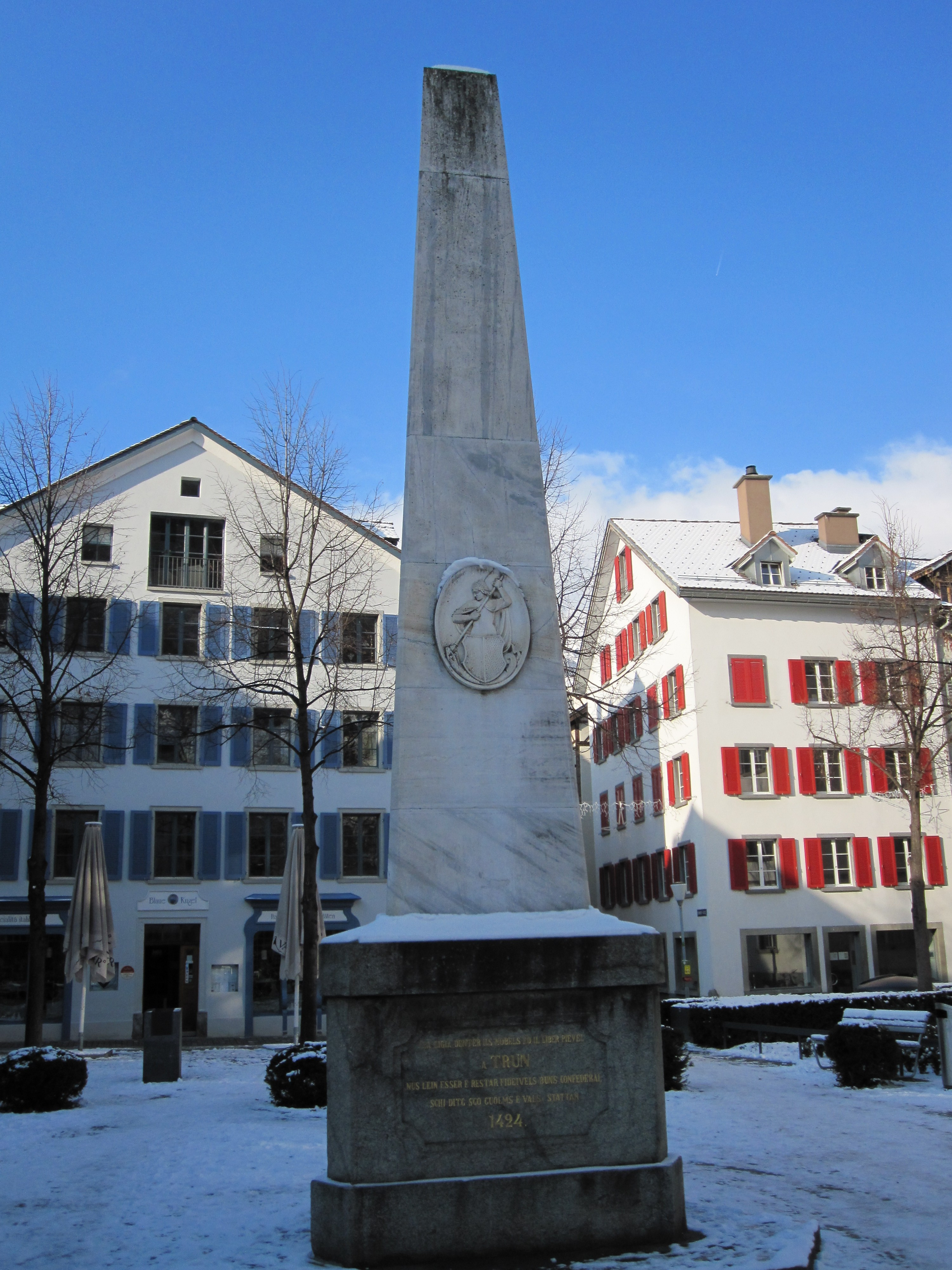
Vazerol-Denkmal
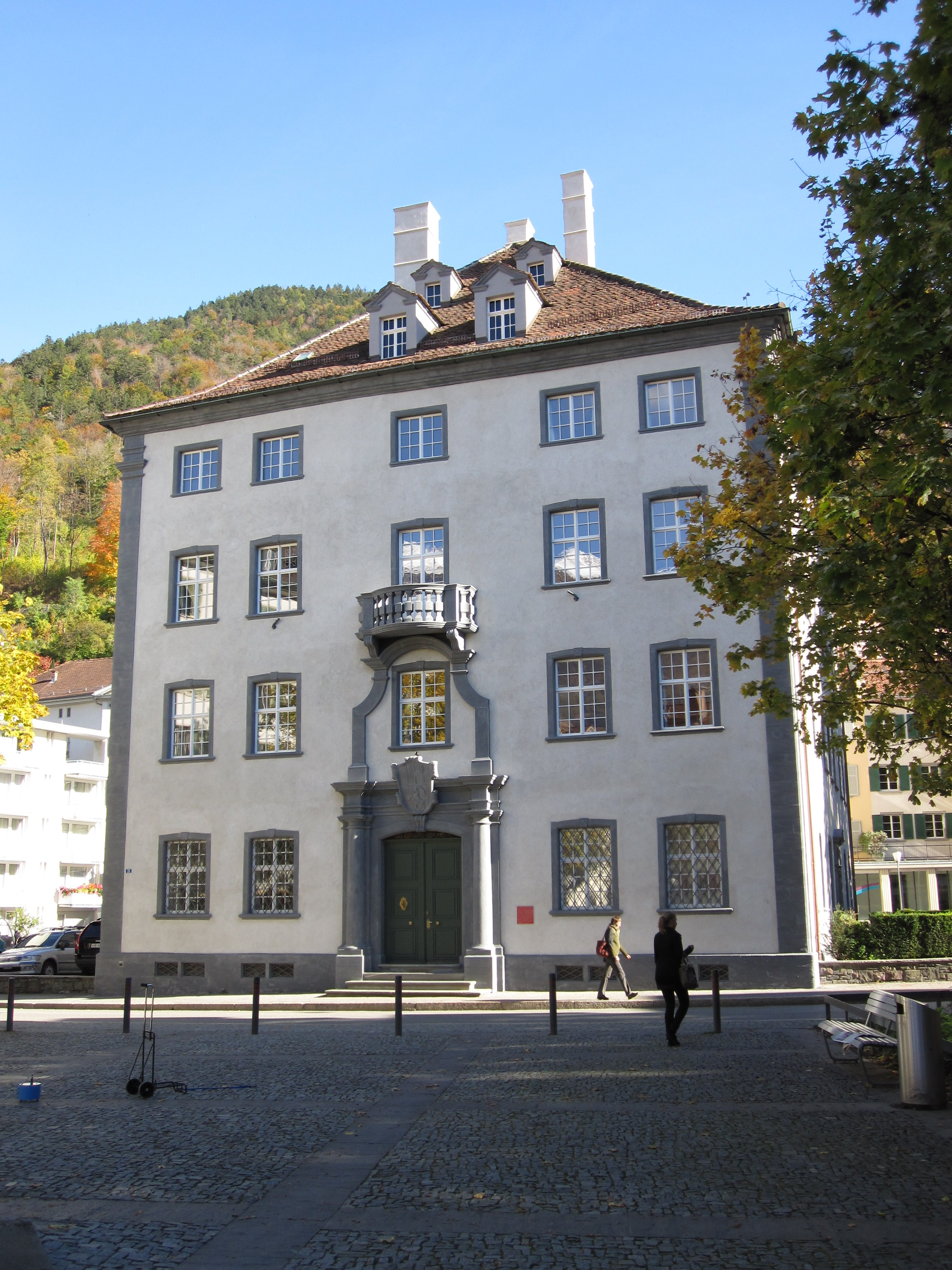
Das Graue Haus (Neues Gebäu), vom Regierungsplatz aus gesehen